# Almuth Kook
Almuth Kook (* 25. August 1969 in Norden, Ostfriesland) ist eine deutsche Fernsehmoderatorin und Buchautorin.

## Leben
Nach ihrem Schulabschluss studierte Kook Kulturwissenschaften an der Universität Lüneburg. Neben ihrem Studium jobbte Kook u. a. als Lokalredakteurin bei der Tageszeitung Ostfriesischer Kurier und als freie Mitarbeiterin der Zeitschrift Szene Hamburg. An der Lüneburger Universität lernte sie auch Tine Wittler kennen und freundete sich mit ihr an.
1998 arbeitete sie dann als Redakteurin für ein tägliches Talkformat bei der Produktionsfirma Schwarzkopff-TV. Von 2002 bis 2003 schrieb Kook als Co-Autorin gemeinsam mit Tine Wittler die Romane Die Prinzessin und der Horst sowie Horst Go Home!.

## Moderation
Am 16. Oktober 2005 stellte der Privatsender RTL die Ostfriesin als zweite Moderatorin für die Docutainment-Reihe Einsatz in 4 Wänden und damit als Vertreterin ihrer Freundin Tine Wittler vor. Als Grund dafür gab der Sender an, dass Wittlers Mehrbelastung durch die Spezial-Folgen, bei denen jeweils ein ganzes Haus renoviert wird, erheblich steigen würde.

## Werke
- Die Prinzessin und der Horst, 2002, ISBN 3-404-14734-0 (als Co-Autorin)
- Horst Go Home!, 2003, ISBN 3-404-14982-3 (als Co-Autorin)
- TV-Moderationstraining, 2011, für die Newbury Media & Communications GmbH (als Co-Autorin mit Stephan Lendi)